# GNU Debugger
GNU Debugger, o simplement GDB, és el depurador estàndard per al sistema operatiu GNU. No obstant això, el seu ús no es limita estrictament al sistema operatiu GNU; és un depurador portable que es pot executar en molts sistemes Unix-like i en Windows. Funciona amb molts llenguatges de programació com Ada, C, C++, Objective-C, Free Pascal, Fortran, Java i parcialment altres.